# Fuafatu
Fuafatu est un îlot de Funafuti, aux Tuvalu, à 8,9 kilomètres au nord de Tefala.

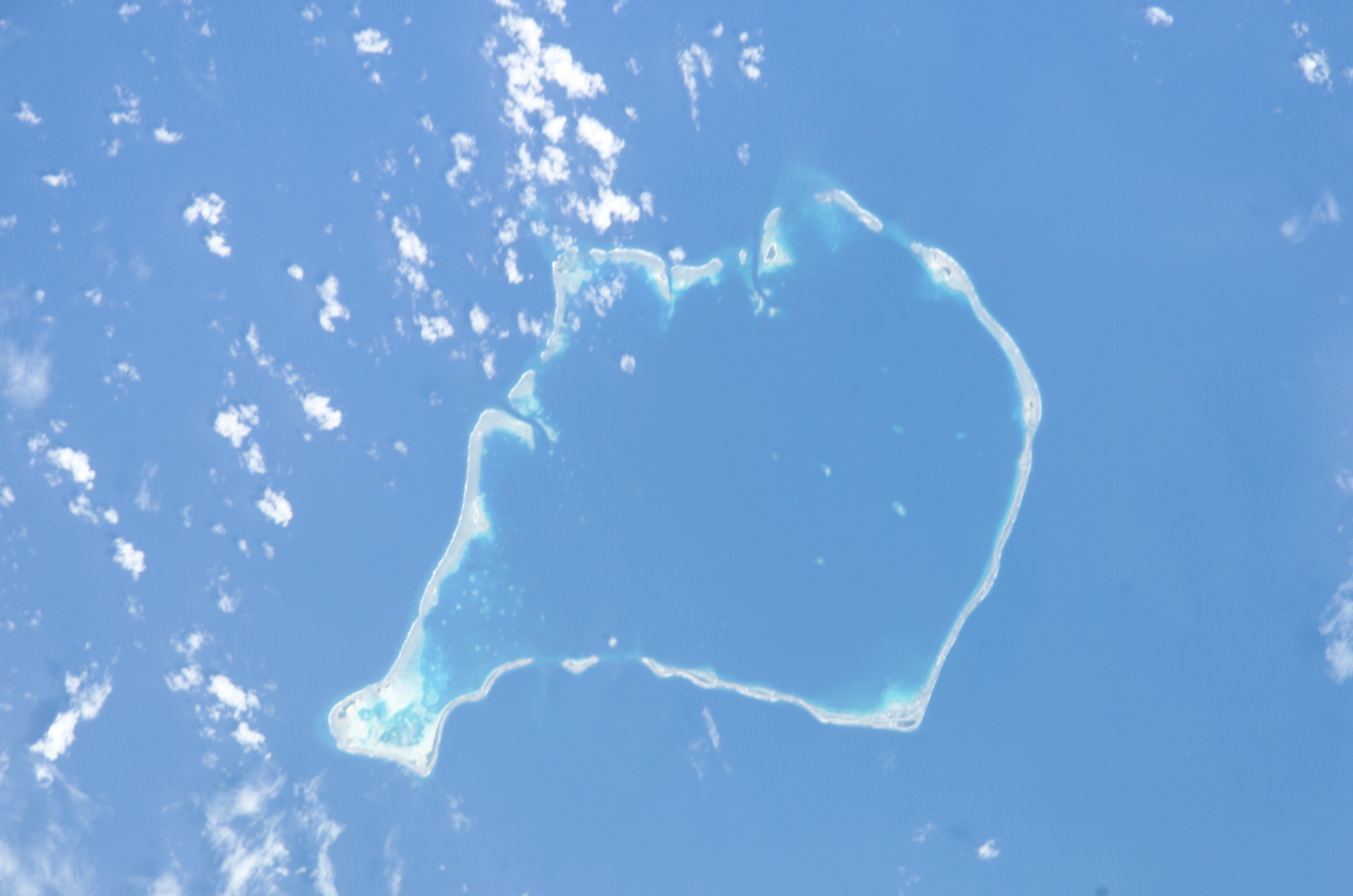
Funafuti photographié depuis l'espace.